# Honesty (Editors)
Honesty is een nummer van de Britse band Editors uit 2013. Het is de derde single van hun vierde studioalbum The Weight of Your Love.
"Honesty" is een ballad die gaat over een verloren liefde. Het nummer wist enkel de hitlijsten te bereiken in Vlaanderen, waar het een bescheiden hitje werd. Het bereikte de 3e positie in de Tipparade. In Nederland krijgt het nummer vooral airplay door alternatieve muziekzenders.